# Jón Vigfússon
Jón Vigfússon, född 15 september 1643 i Storólfshvoll, död 30 juni 1690, var en isländsk biskop.
Jón, som var son till sysselman Vigfús Gíslason, dimitterades från Skálholts skola och studerade i Köpenhamn 1664–1666 och återvände som sysselman i Borgarfjarðarsýsla, en utnämning, som han hade förskaffat sig hos den kungliga befallningsmannen över Island, riksamiral Henrik Bielke, trots att han härvid undanträngde en äldre innehavare. Han fick snart ett dåligt rykte, så att han även tvingades vid ed frånsvära sig anklagelser för trolldom, och han inlät sig i förbjuden handel med främmande sjöfarare, vilket ledde till att 1672 fråndömdes sysslet. Han reste året därpå till Köpenhamn, men i stället för att söka resning i denna sak trädde han sig i förbindelse med Peder Griffenfeld och utverkade genom bestickning 1674 en kunglig utnämning till vicebiskop i Hólar med rätt till att tillträda ämbetet efter innehavarens död. Han uppges även ha blivit magister (varom dock intet officiellt föreligger) och fick – som man förmodade för att undgå en teologisk prövning i Köpenhamn – tillåtelse till att låta sig vigas på Island, vilket också skedde vid hans återkomst.
Under de närmast följande åren levde Jón som privatman på sin gård Leirá i sitt tidigare syssel, där han genom att sälja köpmansvaror till bönderna utökade sina intäkter. Då biskop Gísli Þorláksson 1684 avled, skyndade han sig till Hólar och övertog biskopsstolen, men han möttes med den största ovilja, och 16 av stiftets mest ansedda präster protesterade mot att ha honom som biskop på grund av hans tidigare vandel och världsliga utbildning. Jón hade dock i Köpenhamn en gott stöd i Griffenfelds svåger biskop Bagger, och resultatet blev en kunglig befallning om så vitt möjligt söka förlikning, vilket också skedde 1687. Redan året därpå nya klagomål över biskopen, denne gång från monopolhandelns innehavare, som beskyllde honom för olovlig handel med främlingar och utpressning av biskopsstolens arrendatorer. Medan utredningen pågick, lämnade biskopen utan tillåtelse landet för att tala för sin sak i Köpenhamn, men denna gång utan framgång; han befalldes att infinna sig på den på alltinget 1690 sammanträdande domstolen. Omedelbart för avresan från sitt hem till alltinget avled han; inte desto mindre fälldes där dom i målet, biskopen förklarades skyldig, och höga böter skulle betalas. En i Köpenhamn studerande son lyckades dock att få saken att tas upp av Højesteret, som 1693 underkände domen. Jón var en duktig affärsman och god hushållare, men förefaller ha saknat alla förutsättningar för andlig verksamhet. Han var gift med prästdottern Guðríður Þórðardóttir och efterlämnade en talrik avkomma.